# Gypona pamana
Gypona pamana är en insektsart som beskrevs av Delong och Wolda 1984. Gypona pamana ingår i släktet Gypona och familjen dvärgstritar. Inga underarter finns listade i Catalogue of Life.